# Armada eremophila
Armada eremophila là một loài bướm đêm trong họ Noctuidae.